# Molophilus unistylus
Molophilus unistylus är en tvåvingeart som beskrevs av Alexander 1936. Molophilus unistylus ingår i släktet Molophilus och familjen småharkrankar. Inga underarter finns listade i Catalogue of Life.